# Kyōran Kazoku Nikki
Kyōran Kazoku Nikki (狂乱家族日記 kyouran kazoku nikki?, lit. El diario de una alocada familia) es una serie de novelas ligeras, creadas por Akira (日日日?) con las ilustraciones de x6suke. En 2008 fue adaptado a anime por el estudio Nomad, consta de 26 episodios.

## Argumento
Hace mil años, Enka (阎 祸), el dios de la destrucción, murió diciendo que su "hijo" destruiría el mundo. Para evitar esto, los jefes del Departamento de Fenómenos Paranormales comienza la Operación Nagoyaka Kazoku Sakusen (なごや か 家族 作戦?  Operación de propiedad familiar). La familia se compone de Midarezaki Ōka, un funcionario de la Oficina, y Midarezaki Kyōka, una diosa autoproclamada, como padres. El objetivo de la operación es discernir al niño de la profecía, así como enseñarle a él o ella sobre el amor a la familia con la esperanza de convencerlo para no destruir el mundo. La historia se centra en las desventuras y aventuras de la familia improvisada.

## Personajes
Kyōka Midarezaki (乱崎 凶華 Midarezaki Kyōka?)
Seiyū: Ayumi Fujimura
Tiene 20 años de edad, a pesar de verse como una niña. Es inquieta e intrigante, suele ser arrogante y mandona. Se toma muy en serio su papel de esposa, tanto así que se pone celosa si Ouka se acerca a otra mujer. Es muy fuerte y puede controlar la mente de las personas en ciertas circunstancias. Su nombre real es Kyoukya Eaeriaea (キョウキァ エアエリアエア?).
Ōka Midarezaki (乱崎 凰火 Midarezaki Ōka?)
Seiyū: Takayuki Kondo
Es el 'padre' de la familia y jefe de operaciones del departamento 'Supernatural Phenomenon Treatment Bureau' (超常現象対策局 Chōjyō Genjō Taisakukyoku?). Al principio es escéptico y se distrae fácilmente. Con el tiempo termina adorando a su 'familia', incluso empieza a sentir algo por Kyōka. Perdió a su familia a los 3 años.
Ginka Midarezaki (乱崎 銀夏 Midarezaki Ginka?)
Seiyū: Yoshinori Fujita
Tiene 23 años de edad y es el 'hijo mayor', pero, al tener 'desorden de identidad de género', parece más una hija. Estuvo con los yakuzas por un tiempo, y es amigo de la infancia de Chika. Su nombre real es Ginichi Kizakura (黄桜 銀一 Kizakura Gin'ichi?). 
Yūka Midarezaki (乱崎 優歌 Midarezaki Yūka?)
Seiyū: Kana Hanazawa
Tiene 9 años de edad y es la 'hija mayor'. Yūka es una chica adorable y de carácter calmado, a pesar de haber nacido en una familia llena de asesinos y delincuentes. Su nombre real es Reiko Himemiya (姫宮 零子 Himemiya Reiko?). Quiere mucho a Ouka, su padre adoptivo.
Teika Midarezaki (乱崎 帝架 Midarezaki Teika?)
Seiyū: Hiroki Yasumoto
Tiene 7 años de edad, es un león con la habilidad de hablar como un humano normal. Pertenece a un pueblo de leones localizado en la sabana. Se ha encariñado mucho con Yūka, a quien continuamente lleva en su espalda.
Hyōka Midarezaki (乱崎 雹霞 Midarezaki Hyōka?)
Seiyū: Ryō Hirohashi
Tiene 3 años de edad, él es un arma biológica con inteligencia artificial. Era muy peligroso, pero al ser parte de la familia Midarezaki, se tranquiliza teniendo pasatiempos más saludables.
Gekka Midarezaki (乱崎 月香 Midarezaki Gekka?)
Seiyū: Rina Satō
Es una medusa, tiene el poder de cambiar su color y atacar con descargas eléctricas; además de ser capaz de adquirir la forma de un calamar gigante o de una chica con cabello oscuro. Gekka viene de otro planeta, en donde es una diosa del mar. Su nombre real es 'Warave' (ワラビー?).
Chika Midarezaki (乱崎 千花 Midarezaki Chika?)
Seiyū: Haruka Tomatsu
Es la 'hija mayor' de la familia y hermana biológica de Yūka. Desde niña estaba enamorada de Ginka pero, por su desorden de identidad, lucha por hacerlo más masculino; pero sus intentos fallan.
Otros
Shiruku Kirisaki (乱崎 千花?)(también conocido como Grim Reaper III) (雾 岬 知 红 (死神 三 番) Kirisaki Shiruku (Shinigami Sanban)?)
Seiyū: Rika Morinaga
Un agente de la Oficina de Tratamiento fenómeno sobrenatural, junto con Oka, que funciona como un cazador de monstruos y es la hija adoptiva de la cabeza del Vicepresidente de la Mesa. Su verdadero nombre es Shiruku Kirisaki, ganando el título de Grim Reaper III (pero conocido como Grim Reaper, para abreviar) después de matar a los monstruos 1000, con una máscara de calavera como prueba. Se muestra que su cara tiene una quemadura grande alrededor de su ojo derecho debido a la caza de monstruos que salió mal. Ella parece tener sentimientos de Oka con su calidad similar a su incapacidad para amar a alguien, meterse en una pelea y casi matando a Kyoka. Ella conoció a Oka después de haber sido llevado a la Oficina de Tratamiento Fenómeno sobrenatural cuando un fenómeno sobrenatural acabó con su pueblo, dejando a ella como el único sobreviviente. Que casi mató a Oka sin piedad si no fuera por su rapidez de reflejos, pero pronto se unió a un pelo rosado Grim Reaper (Grim Reaper II). Ella lucha con una katana y habla con alegría, especialmente cuando se trata de matar a monstruos y hace que el sonido cuando kuhuhu riendo. Ella también parece perseguir a nadie, si por error (como cuando ella y su padre estaban desnudos después de volver a los humanos y ella lo persiguió gritando "hentai"). Al final parece que ella y su padre fueron despedidos, ya que son a la vez mirando a través de los botes de basura para alimentarse.
Akeru Nishikura  (西 仓 明 Nishikura Akeru?)
Seiyū: Eri Kitamura
Una persona joven cuyo sexo no se indica en las novelas ligeras, pero se dirigió como un hombre en el anime. Él es mejor conocido por el nombre de Pierre, que ha sido apodado por Kyoka. Visto por primera vez en el episodio 5, que dirige un hotel de 5 estrellas en el centro de una isla deshabitada. Oka era fácilmente capaz de decir que el hotel fue creado por la Mesa y Pierre es en realidad un agente, como Pierre confirmó que es del Departamento de Investigación segundo y aceptó esta misión, ya que creía que era sólo retardar el equipo de investigación hacia abajo con su presencia. Da las gracias a Kyoka por la oportunidad de estar realmente útil (y agradecidos por el apodo, hasta el momento es el único personaje que ha contado con el nombre dado a ellos por Kyoka). También de vez en cuando cocina deliciosas comidas y toma uno de los monos de la isla como su guardaespaldas. Él tiene la costumbre de llegar fácilmente nervioso y tropieza con nada. 
Dr. Gebok ( ドクター ゲ ボック Gebokku doctor?)
Seiyū: Shinji Kawada
Un villano recurrente. Él fue uno de los científicos originales que trabajaron en Negro Trece, pero fue asesinado cuando Hyōka destruyó el laboratorio y se escapó. Dr. Gebok volvió a la vida con la ayuda de la tecnología. Su nuevo cuerpo es principalmente cables, un taladro de la mano derecha, pinza de la izquierda y un casco. Actualmente está tratando de volver Trece Negro a su lado por lo que más podía estudiar. Mientras Negro Trece estaba todavía bajo estudio, el Dr. Gebok engañado Hyōka en matar accidentalmente a su único amigo, que resultó ser la hermana mayor de Kiriko. Esto es más probable que llevó Hyōka para destruir el laboratorio. Después de perder su objeto de estudio valioso, el Dr. Gebok creó una droga que convierte a los humanos en animales, y en repetidas ocasiones lanzó ataques contra la familia acogedora con la esperanza de que van a dar Hyōka de nuevo a él. Al final parece que él tiene todo, pero renunciado a tratar de atacar a la familia y ahora es un asiduo visitante de Virgo. 
Gen'ichirō Hanayama  (花山 厳 一郎 Hanayama Gen'ichirō?)
Seiyū: Atsushi Ano
Vice-director de la Oficina fenómeno sobrenatural tratamiento y medidas. Él parece ser uno de los más ecuánime de todos los personajes en este espectáculo y trata de advertir a la familia acogedora de Hiratsuka volver Raichou. Grim Reaper (III) se refiere a él como Papa, pero desde que fue informado antes de que su familia está muerta ella se ve a él como su padre, pero no está por encima de slugging de él si le hace enojar o vergüenza es. Al final parece que él y su hija fueron despedidos, ya que son a la vez mirando a través de los botes de basura para alimentarse. 
 Spider Ninja («蜘蛛» Kumo?)
Seiyū: Takeshi Ohara
Un ninja que hace su aparición en el episodio 14, que trabaja para Hiratsuka Raichou, más o menos como su sirviente personal, en la Mesa. No se sabe mucho acerca de él, excepto él habla en un tono hiperactivo, tiene seis espadas en la espalda en forma de patas de araña con un abdomen en forma de araña de sus webs, y lleva una visera con ocho puntos sobre ellos. Le gusta bromear diciendo que Raichou van a engordar por lo mucho que come. En realidad, él es en realidad Wakarazunomiya millones de subordinación directa y cumple Raichou de velar por su trabajo. Ahora parece disfrutar de las caras de dibujo en el estómago Raichou como salta a la oportunidad de hacerlo a partir de millones de pedidos.
Raicho Hiratsuka   (平 冢 雷 蝶 Hiratsuka Raicho?)
Seiyū: Yuko Ir
El Jefe de la Oficina de Tratamiento fenómeno sobrenatural, así como se conoce por ser el más grande traidor, el mayor error de la Mesa, y por Oka como "terrorista del imperio". Ella es la chica joven de la mariposa (nombre en clave: Electric Butterfly) que cameos en casi todos los episodios como un personaje de fondo, hasta el episodio 13. Por el momento no se sabe a lo que ha hecho, pero afirma Oka que "incluso la pena de muerte no es suficiente". Por lo general actúa y habla con inocencia, pero es muy críptica y parece que todo lo que hace tiene un motivo ulterior, incluso aterradora Chika con su sola presencia. Ella aparecerá al azar y dar algún tipo de prueba para la familia acogedora, pero si se niegan a que ha llegado tan lejos como una amenaza Kyoka que despediría a Oka y lo apartan de la familia acogedora, si la operación no aceptan la misión. Un chiste es la mayoría del tiempo está a punto de comer un poco de derecho dulce especial antes de que suceda algo que arruina y es poco frecuente, sin comer algún tipo de dulces (donde incluso cada vez que la escena se alejó y de vuelta a aquí está comiendo algo diferente). Ella lleva el nombre de la escritora feminista Raicho Hiratsuka. Ella fue capaz de llegar a esta posición gracias a millones, pero ella no muestra ningún respeto por ella como millones la hace ver danzas del vientre de su diversión. 
Wakarazunomiya millones (姫 宫 百万 子 / 不 解 宮 ミリオン?)
Seiyū: Hitomi Nabatame
Ella es propietaria de la empresa Wakarazunomiya, y utilizó su gran influencia y poder económico para asegurar la posición de Raicho Hiratsuka como el Jefe de la Oficina. Ella también es de la familia Himemiya y es la hermana mayor de Chika y Yuka. Se reveló que la familia Himemiya se integró en la familia después de Wakarazunomiya Kyoka y asalto de la familia en la mansión. Haciendo caso omiso de la tradición de la familia Himemiya, nunca Millones sacó sus frustraciones en su hermana menor. Sin embargo, esto solo aterrorizada Chika, que cree que millones solo estaba tratando de bajar la guardia con el fin de hacer algo terrible con ella más tarde. Chika llegó a ser tan paranoico que trató de entrenar a un monstruo que se encuentran en el bosque para matar a su hermana. Hasta el momento, su cara nunca había visto, pero ella lleva un vestido muy grande, con pelo largo y rizado de oro. Por el momento, millones parece ser el verdadero poder detrás de la Mesa, pero nunca se explicó lo que está haciendo. Ella permanece en contacto con Raicho y muestra un gran interés en la familia de la Operación acogedor, muy probablemente debido a Yuka y la inclusión de Chika en la familia. 
Gouyokuou  (强 欲 王 Gouyokuou?)
Seiyū: Tomokazu Seki
Un extranjero de un planeta desconocido que se hace llamar el "Rey de la codicia", que se enamoró de Gekka hace 1000 años. Llegó a su planeta de donde originalmente lo rechazó, pero luego le dijo que le dará una respuesta en el año 1000 y dejó a su planeta en su cuidado. Es el extranjero envió a la familia acogedora a tratar, como los huevos alienígenas que cayeron sobre el planeta era una manera para él de adquirir el alimento. Parece débil, haciendo su mejor esfuerzo para entender las costumbres terrícolas, pero él es muy poderoso, como si una de las clavijas que sobresalen de su espalda se eliminan se pueden destruir varias cuadras por accidente, sin embargo, si todos ellos son removidos fácilmente puede destruir una planeta. En el momento en que se espera en la tierra para Gekka para regresar con su respuesta. Al final, él afirma que seguirá esperando por ella, pero está feliz de saber que Gekka se casará con él. 
Oasis  (オアシス Oashisu?)
Seiyū: Nana Mizuki
Ella es un extranjero joven con largo cabello trenzado azul que tiene un ojo grande en el extremo del océano del planeta (que es muy similar a Júpiter), que había venido a la Tierra para averiguar el significado de 'la palabra amor. A través de la mala información de los errores Raicho la familia de este extraño ser "débil, pero mirando alienígena muy poderosa", y lo mejor de sí para tratar de enseñarle el significado del amor para que ella pudiera salir. Sin embargo, a través de una mezcla de confusión y coincidencia parece que ella está teniendo una aventura con Oka (colarse en la bañera, lo besó en la noche (que en realidad estaba en su mente una situación de amenaza para la vida para que lo despierte cuando estaba chupando su zumos). A pesar de que su cuerpo se parece al de un ser humano normal que no tiene piel y se compone enteramente de agua (debido a esto ella se deshidrata con bastante frecuencia) e incluso puede transformar su aspecto en las armas. Se afirma que por Oka ella le recuerda mucho Kyoka. A pesar de que ella se da cuenta de qué es el amor que ella realmente se enamora de Oka, que es visto por última vez con Gouyokuou cuando Gekka les envía lejos en el espacio. 
Kyupi Dou  (ドウ Kyupi Dou?)
Seiyū: Sayuri Yahagi
Un funcionario de Kyoka cuando ella era la decisión del imperio subterráneo Shangri-La. Incluso ahora sigue siendo muy leal a ella, refiriéndose a Kyoka como Bakka Kyōkya lo que significa Mi Señor Kyōkya (algunos de los personajes que se confunde con Baka Kyoka, lo que significa estúpido Kyoka) y tiene la costumbre de saltar a Kyoka para abrazar a su ser respondido con un puñetazo, que sin dudarlo inmediatamente repite la acción una vez más. Ella tiene la piel muy oscura, viste un taparrabos, una máscara sobre su boca, las marcas en todo el cuerpo y blande una espada de gran tamaño. Ella desea para Kyoka para volver a Shangri-La, pero después dice que no Kyupi trata de matar a Oka como ella cree que él es su alejamiento de ellos. Sin embargo, más tarde Kyoka explica que a pesar de que estaba siendo adorado como un dios que no sentía el calor, diciendo Kyupi que no estaba obligado a la familia acogedora y se unió a la operación porque "incluso un dios de amor necesita también. 
Rindo Katsura  (桂 りん ドウ Katsura Rindo?)
Seiyū: Satoshi Hino
Un estudiante universitario normal, una vida normal, sin ningún problema en particular, pero nada particularmente el cumplimiento de cualquiera. No vive con sus padres y tiene que ganarse la vida. Siempre se siente inferior a los demás. Él solía ser vecino Ginka antes de que él se mudó con la familia Midarezaki. En realidad, él no es un estudiante legítimo de la universidad, va. Fingió su camino hacia la escuela, pero él es un trabajador duro que nadie (incluso el personal) le importa. Una noche se encontró con un gato perdido bajo la lluvia frente a su apartamento y él la llevó pulg El gato se convirtió en un catgirl la mañana siguiente. El nombre del gato es Milcatopy, y ella es un yokai. Fue perseguido por los soldados de la ciudad secreta donde yōkai vivir en aislamiento, y se había escapado para encontrar dinero y medicinas para su madre. Esto sucedió antes de que la familia se estableció la Operación acogedor y en esa época que Kyoka vivió como un gato callejero. Si bien fueron perseguidos por los soldados Rindo tropezó con una Kyoka cansados buscando que pidió comida. Rindo le dio una lata de sardinas en lata y, como agradecimiento por los alimentos Kyoka persiguieron a los soldados fuera de ellos. Gracias a los esfuerzos Ginka y pidiendo a su jefe, y Rindo Milcatopy terminó trabajando y viviendo en el bar donde trabajaba Ginka. Después de todo esto, Rindou Milcatopy dio el regalo que le prometió en la forma de un beso. Ellos son vistos como un par de episodios más tarde, sigue trabajando en Virgo. Vitamina C La vitamina C es un personaje que juega un papel central en el episodio 20. Es un monstruo que Chika descubre en una casa, y al que los intentos de utilizar a la muerte de su hermana mayor, Wakarazunomiya millones, por ser demasiado amable con ella y la ponía nerviosa.

## Medios

### Libros

#### Novelas
1. Kyōran Kazoku Nikki Ichi Satsume (ISBN 4-7577-2290-7)
2. Kyōran Kazoku Nikki Ni Satsume (ISBN 4-7577-2358-X)
3. Kyōran Kazoku Nikki San Satsume (ISBN 4-7577-2433-0)
4. Kyōran Kazoku Nikki Shi Satsume (ISBN 4-7577-2620-1)
5. Kyōran Kazoku Nikki Go Satsume (ISBN 4-7577-2827-1)
6. Kyōran Kazoku Nikki Roku Satsume (ISBN 4-7577-2868-9)
7. Kyōran Kazoku Nikki Shichi Satsume (ISBN 4757734203)
8. Kyōran Kazoku Nikki Hachi Satsume (ISBN 4757736337)
9. Kyōran Kazoku Nikki Kyuu Satsume (ISBN 4-7577-4132-4)
10. Kyōran Kazoku Nikki Juu Satsume (ISBN 4-7577-4331-9)
11. Kyōran Kazoku Nikki Juuichi Satsume (ISBN 4-7577-4517-6)
12. Kyōran Kazoku Nikki Juuni Satsume (ISBN 4-04-726140-8)
13. Kyōran Kazoku Nikki Juusan Satsume (ISBN 4-04-726398-2)

#### Extra
1. Kyōran Kazoku Nikki Bangai Sono Ichi (ISBN 4-7577-3032-2)
2. Kyōran Kazoku Nikki Bangai Sono Ni (ISBN 4-7577-3854-4)
3. Kyōran Kazoku Nikki Bangai Sono San (ISBN 4-7577-4172-3)
4. Kyōran Kazoku Nikki Bangai Sono Yon (ISBN 4-7577-4705-5)
5. Kyōran Kazoku Nikki Bangai Sono Go (ISBN 4-7577-4983-X)
6. Kyōran Kazoku Nikki Bangai Sono Roku (ISBN 4-04-726315-X)

### Anime
Los episodios fueron producidos por Nomad y dirigidos por Yasuhiro Kuroda. La serie está compuesta por Mamiko Ikeda y los personajes del anime por Makoto Koga, en referencia a los personajes de la novela ligera diseñados por x6suke. El anime comenzó a transmitirse en TV Kanagawa el 12 de abril de 2008 y posteriormente fue presentado en otras estaciones como Chiba TV, Tokai TV, TV Osaka, TV Saitama, TV Shinhiroshima y TVQ Kyushu Broadcasting Co., Ltd..

#### Música
Hay 9 temas musicales diferentes, un tema de apertura y 8 temas de cierre. Cada uno de los endings son interpretados por uno de los ocho personajes. El orden de estos varia según la televisora donde se transmitieron. Las canciones se escogían de forma aleatoria según se transmitían en la radio por internet cada semana.
Opening
- "Chōsai Kenbo Sengen" (超妻賢母宣言?) por MOSAIC.WAV

Ending
| Título                                | Kana                      | Cantado por      | Personaje |
| ------------------------------------- | ------------------------- | ---------------- | --------- |
| "Appare Henka ja."                    | あっぱれ変化じゃ。        | Rina Satō        | Gekka     |
| "Boku wa Kōshin Saremashita"          | ボクハ更新サレマシタ      | Ryō Hirohashi    | Hyōka     |
| "Codename wa Lady-X"                  | コードネイムはLady-X      | Yoshinori Fujita | Ginka     |
| "Hen na Kami-sama Shitteru yo"        | ヘンな神さま知ってるよ    | Kana Hanazawa    | Yūka      |
| "Kyōran Senki ~Nichijō no Kami-sama~" | 狂乱戦記 〜日常ノ神サマ〜 | Ayumi Fujimura   | Kyōka     |
| "Sekai de Ichiban Yabai Koi"          | 世界で一番ヤバイ恋        | Haruka Tomatsu   | Chika     |
| "THE PITFALLS"                        | "THE PITFALLS"            | Takayuki Kondo   | Ōka       |
| "Wagahai wa Shugojū de Aru, ka?"      | 我輩は守護獣である、か?   | Hiroki Yasumoto  | Teika     |

## Curiosidades
- Kyouka aparece como cameo en el episodio 6 de Macademi Wasshoi! y en el ova 1 de Baka to Test to Shōkanjū.